# بوريس كريستوف
بوريس كريستوف (بالبلغارية: Борис Христов)‏ (مواليد 18 مايو 1914 - 28 يونيو 1993) كان مغنيا بلغاريا.

## وصلات خارجية
- بوريس كريستوف على موقع IMDb (الإنجليزية)
- بوريس كريستوف على موقع ميوزك برينز (الإنجليزية)
- بوريس كريستوف على موقع أول ميوزيك (الإنجليزية)
- بوريس كريستوف على موقع ديسكوغز (الإنجليزية)